# Quirino Bezzi
Quirino Bezzi (Cusiano, 5 novembre 1914 – Trento, 25 febbraio 1989) è stato uno scrittore italiano.

## Biografia
Nacque a Cusiano, frazione di Ossana, il 5 novembre 1914. Assolti gli studi ginnasiali e magistrali, fu insegnante e giornalista pubblicista.
È stato presidente e fondatore del Centro Studi per la Val di Sole e di cui tenne per un ventennio la presidenza, del Comitato trentino della Società Dante Alighieri, della Sezione di Trento dell'Associazione Mazziniana Italiana e Presidente della SAT Società degli alpinisti tridentini.
Ha fatto parte dei consigli di direzione o di amministrazione del Museo trentino del risorgimento e della Lotta per la Libertà, del Museo tridentino di scienze naturali, del Museo degli usi e costumi della gente trentina di San Michele all'Adige, della Società di Studi trentini di Scienze Storiche, dell'ANPI trentina.
È stato membro dell'Accademia Roveretana degli Agiati, dell'Ordine di S. Romedio per la protezione della fauna nobile, dell'Ordine del Cardo per la Spiritualità alpina, del Gruppo Italiano scrittori di montagna, Drappo di S. Vigilio, medaglia d'oro della Dante Alighieri, Aquila d'oro con brillante della SAT, commendatore dell'Ordine al merito della Repubblica.
Fu direttore di svariate riviste culturali, come Ciàcere en trentin, il Bollettino della SAT, la Strenna Trentina.

## Collaborazioni
- L'Avvenire d'Italia (BO)
- Corriere Tridentino (Tn)
- L'Adige (Tn)
- Alto Adige (Tn-Bz)
- Vita Trentina (Tn)
- Strenna Trentina (Tn)
- Gazzettino (Ve)
- Lo Scarpone (Mi)
- Escursionismo (To)
- Il Pensiero Mazziniano (To - Cr)
- Tutta Italia (Mi)
- Atti dell'Accademia degli Agiati
- Studi Trentini (Tn)
- Natura Alpina (Tn)
- Rivista della SAT (Tn) di cui è stato direttore
- Lettere Trentine
- Bollettino del Museo del Risorgimento (Tn)
- Bollettino della Domus mazziniana (Pi)
- Economia Trentina
- Uomo Città Territorio (Tn)
- RAI
- TV

## Opere
- Uomini illustri della Val di Sole 1953
- Racconti e leggende della Val di Sole 1954
- La Valle di Sole - guida storica (1959, 1965, 1975)
- Usi, costumi, leggende del Trentino (in Enciclopedia dello studente - ed. Ulman Mi)
- Cent'anni di Vita della SAT narrati ai ragazzi 1972
- Il Taron o gain, di C. Battisti, con aggiunte di vocabolario e saggi 1968
- Notai che operano nella Val di Sole dal 1200 al 1800 (1967)
- Vita sociale (estr. Vol. Centenario SAT 1972
- Gli affreschi della chiesa di Cusiano 1970-1081
- Immigrati e artisti valtellinesi nella valle di Sole 1073
- La Pro Patria, la Lega Nazionale e la Dante Alighieri nel Trentino 1968
- Ergisto Bezzi nel 50° della morte 1970
- Garibaldi e il Trentino, di O. Brentari, con aggiunte e note 1961
- Appunti sui contributi della Val di Sole all'unità d'Italia 1961
- Dizionario comparato delle voci gergali "tarone" 1975
- 6 Volumetti di poesie dialettali
- L'arresto in Trentino di P.F.Calvi (coll. Museo Risorgimento) 1985
- Introduzioni critiche alle ristampe anastatiche dell'Inama e del l'Arvedi
- La Leggenda di Carlo Magno nelle prealpi lombarde e trentine
- Con affetto dalla Val di Sole 1985
- Lungo le rive del Noce 1988

| Controllo di autorità | VIAF (EN) 239808299 · ISNI (EN) 0000 0003 5532 7337 · SBN CFIV042800 · LCCN (EN) n2007029321 |